# Наступ Нівеля
Наступ Нівеля (англ. Nivelle Offensive, фр. Bataille du Chemin des Dames) (16 квітня — 9 травня 1917) — наймасштабніша стратегічна наступальна операція військ союзників проти німецької армії на Західному фронті під час Першої світової війни. Битва отримала назву по імені головнокомандувача французької армії генерала Робера Нівеля. Потужна спроба прорвати фронт оборони німецьких військ закінчилася безрезультатно для союзних військ з колосальними втратами.
При потужній підтримці артилерії і танків англо-французьким військам вдалося прорвати 2 лінії оборони супротивника, але перед третьою лінією їх просування було зупинено німцями. Наступ тривав у формі повільного «прогризання» оборони і супроводжувався величезними втратами (понад 200 тис. осіб). «Бійня» Нівеля викликала обурення у Франції, повстання і хвилювання в 16 корпусах, жорстоко придушених урядом. 15 травня Нівель був знятий з посади головнокомандувача.

## Зміст

### Передумови
31 грудня 1916 Жозеф Жоффр поступився посадою Головнокомандувача французькими військами генералу Роберу Нівель, який прославився у ході «Верденської м'ясорубки».
Нівель був відомий у Франції своєю схильністю до рішучих дій і наступальної тактики, і у французькому суспільстві стала поширюватися наснага й впевненість у перемозі, що наближається. «Стратегія розтрощення», якої дотримувався Нівель, полягала в наступному: потрібно стягнути усі війська противника в одну точку і знищити їх безперервним вогнем, а потім прорвати фронт в іншому місці. Для проведення подібної операції Нівель вибрав найбільш укріплену ділянку фронту, на якій, на його думку, німці ніяк не могли очікувати потужного наступу.
На боці Антанти в битві взяли участь французькі, британські, бельгійські, португальські війська і Російський експедиційний корпус загальною чисельністю близько 4 500 000 чоловік, німецька армія мала 2 700 000 чоловік. Наступ мав за мету остаточно розгромити німецьку армію. Нівель розраховував на раптовість удару, але німці дізналися про підготовку наступі, 4 квітня у полон був взятий французький унтер-офіцер, який мав при собі наказ, що розкривав план операції. Німецьке командування дізналося про підготовлюваний відволікаючий ударі англійських військ, який тепер був даремний.

### Замисел операції
Загальним замислом операції Нівель передбачав 3 етапи проведення наступу:
1. розбити максимально можливу кількість сил противника, утримуючи решту на займаних ними позиціях;
2. кинути вперед маневрену масу з метою затримати і розбити ворожі резерви;
3. розвинути і використати досягнуті успіхи глибоким проривом союзних армій вглиб оборони німецької армії.

Основними напрямками зосередження зусиль союзної армії для цього повинні служити:
- англійська атака в напрямі на Камбре і наступ північної групи французьких військ проти найбільшої кількості ворожих сил;
- прорив головною масою французьких військ (резервна група армій) оборони противника на р. Ена і дії проти ворожих військах, які зв'язані боями з першою групою;
- розвиток дій на інших ділянках фронту, щоб прискорити розпад системи оборони ворога.

Для проведення операції французько-британське командування зосередило 1,2 млн. чоловік (самих лише піхотних дивізій було понад 100), за різними даними, від 7 до 11 тис. гармат, від 200 до 300 танків і 1,5 тис. літаків. На напрямку головного удару союзникам протистояли лише 27 (за деякими даними, 50) піхотних дивізій з менш ніж 2,5 тис. гармат і 640 літаками.

### Наступ
Наступові на допоміжному напрямі спочатку супроводжував успіх, однак дуже скоро він загруз у затяжних боях, а артилерійська підготовка на напрямку головного удару, що проводилася протягом шести діб, була фактично зведена нанівець похмурою квітневої погодою і погано розвиненою мережею спостережних пунктів. Наступ було перенесено, а артпідготовку продовжили.
Ця проволікла артпідготовка дала змогу німцям розгадати плани противника, вони відвели частину військ з передових позицій, а також зміцнили оборону, і коли 16 квітня наступ все-таки розпочався по всьому фронту, він був зустрінутий організованим артилерійським і кулеметним вогнем німецьких військ. Самих лише танків, за деякими даними, французи втратили 118 одиниць. Усі подальші спроби прорвати німецьку оборону, що тривали до 5 травня, успіхом також не увінчалися.
Операція, розпочата з силами і засобами, які не зустрічалися до того часу, проти противника, безумовно слабкішого, скінчилася заняттям кількох вигідних тактичних пунктів, не змінивши ні в чому стратегічного положення сторін.

### Наслідки операції
У цілому за час «операції Нівеля» французькі війська втратили убитими і пораненими 187 тис. чоловік, британські — 160 тис., загинули і майже 5200 російських військових. Німці втратили 163 тис. військових, з них близько 15-20 тис. були захоплені в полон. Величезні втрати в ході операції, яка отримала назву «бійні Нівеля», стали причиною повстань і заворушень у декількох корпусах французької армії, в тому числі в російських бригадах. У французькій армії хвилею пройшли заколоти, солдати відмовлялися підкорятися офіцерам, залишали свої позиції, захоплювали вантажівки та потяги, щоб вирушити до Парижа. Заколот охопив 54 дивізії, 20 000 солдатів дезертирували. Почалися страйки на військових заводах Франції. Новий головнокомандувач Філіпп Петен жорстко придушував виступи в армії, була введена смертна кара за відмову виконувати накази. Російський експедиційний корпус, що знаходився на Західному фронті, також охопив революційний рух.
Втрати в ході «бійні Нівеля» були такі великі, що французи майже на півроку виявилися «вимкнені» з бойових дій, і основний тягар війни на Західному фронті ліг на плечі британців, яким вдалося в декількох місцях прорвати лінію «Гінденбурґа», однак при цьому британська армія втратила майже 360 тис. чоловік.
Одна з причин провалу наступу Нівеля, напевно, полягала в тому, що на відміну від наступу під Верденом, де штурмували німецькі позиції, укріплені на швидку руку, у квітні 1917 року союзникам треба було опанувати прекрасно обладнані оборонні лінії противника, заздалегідь підготовлені якраз проти прориву величезними силами на широкому фронті, не кажучи вже про те, що плани французького командування задовго до наступу стали відомі противнику.